# Alexandre (restaurant)
Alexandre is een restaurant in het centrum van Brussel.

## Geschiedenis
Alexandre opende zijn deuren op 7 mei 2010, met als chef-eigenaar Alexandre Dionisio. Hij was daarvoor finalist geweest in het eerste seizoen van de Franse versie van het televisieprogramma Top Chef (2010); hij werkte later mee aan de Franstalige, Belgische versie van het programma. Hij had kookervaring opgedaan in toprestaurants als Comme Chez Soi (Pierre Wynants), Sea Grill (Yves Mattagne) en Le Passage (Rocky Renaud).
Het restaurant is gevestigd in het etablissement waar jarenlang Resource van chef Christian Baby gevestigd was (die repatrieerde naar Congo).
Vanaf 2011 had het restaurant een Michelinster. In 2014 nam Dinosio met zijn hele équipe zijn intrek in het restaurant Villa in the sky aan de Louisalaan, eigendom van de eigenaar van Villa Lorraine; de Michelinster mocht de chef daarheen meenemen.

### Waarderingen onder Dionisio
Vanaf de verschijning van de eerste Michelin- en GaultMillaugidsen na de opening kreeg de chef meteen hoge waardering. In november 2010 viel al meteen de eerste Michelinster in de gids voor 2011. Deze Michelinster heeft Dionisio steeds behouden.
In de GaultMillaugids kreeg het restaurant in de gids voor 2011 een waardering van 15 op 20. In de gids voor 2013 steeg het tot 16 op 20 en werd de chef uitgeroepen tot Jonge topchef van Brussel en omstreken.

## Nieuwe uitbaters
Na het vertrek van Dionisio kreeg het etablissement een nieuwe chef en maître d': Anca Petrescu (eigenaresse) en Isabelle Arpin (chef) die de oude restaurantnaam behielden; de chef had in het restaurant Auteuil in Oostende een quotering van 15 op 20 bij GaultMillau. Arpin kreeg met Alexandre in 2016 opnieuw een Michelinster; met haar vertrek in juni 2016 naar het Brusselse besterde WY, verloor Alexandre in de gids voor 2017 opnieuw de ster.